# IC 3474
IC 3474 — галактика типу Scd () у сузір'ї Діва.
Цей об'єкт міститься в оригінальній редакції індексного каталогу.